# Эткер, Август
Август Э́ткер (нем. August Oetker; 6 января 1862, Обернкирхен, Нижняя Саксония — 10 января 1918, Билефельд, Северный Рейн-Вестфалия) — немецкий кулинар, основатель торговой марки Dr. Oetker. Изобретатель пекарского порошка (критики считают, что его изобрёл британец Альфред Бёрд в 1843 году, однако первый коммерчески успешный патент принадлежал именно Эткеру).

## Биография
По образованию ботаник, и докторская диссертация была защищена именно по этой дисциплине.
В 1891 году приобрёл Ашоффскую аптеку в Билефельде. В ходе химических экспериментов изобрёл пекарский порошок. Начиная с 1893 года Эткер распространял своё изобретение под торговой маркой Backin, что заложило основы семейного бизнеса группы «Эткер». Группа до настоящего времени использует в своих изделиях порошок с тем же рецептом. 21 сентября 1903 года зарегистрировал патент на свою «Процедуру изготовления долговременного пекарского порошка или муки, готовой к выпеканию».
Благодаря успешному маркетингу продукты Эткера продавались хорошо, и вскоре старая аптека превратилась в процветающую компанию. В 1900 г. Эткер построил свой первый завод и к 1906 году продал 50 млн упаковок порошка Backin.
До Эткера весьма близкие по составу смеси изобрели Юстус фон Либих и его американский студент Эбен Хорсфорд. Однако продукт Эткера был направлен на рынок домашней выпечки и поэтому оказался куда более популярен, чем изделие Хорсфорда, покупателями которого были пекарни.

## Потомки
После Августа семейный бизнес перенял внук Рудольф Август Эткер. В XX веке Эткеры расширили дело за счёт освоения иных отраслей пищевой промышленности. В частности, им принадлежит старейшая немецкая винодельня Йоганнисберг. Девиз компании: «Ein heller Kopf nimmt stets Oetker» («Ясный ум всегда использует Эткер»).